# Натов, Семён Яковлевич
Семён Яковлевич Натов (при рождении — Нусн (Нуся) Яковлевич Рацульский; 1910, Киев — 1944) — советский спортсмен (шашист) и тренер, мастер спорта (1930). Чемпион СССР (1934) (сопобедитель — Борис Блиндер). Участник Великой Отечественной войны.
Выдающийся детский тренер, преподавал в детском шахматно-шашечном клубе Киевского Дворца пионеров. Среди его учеников Исер Куперман, Марат Коган, Владимир Каплан.

## Биография
В 1927 году умер от туберкулеза его отец, Яков Рацульский. 17-летний Нуся, чтобы поддержать семью, нашёл работу электрика в мастерской по ремонту автомобилей, одновременно занимался в вечерней технической школе. После окончания техникума юноша работал на автозаводе, сначала как бригадир, позже стал управляющим.
В то же самое время у него было постоянное увлечение шашками. Участвуя в соревнованиях, он выступал под псевдонимом «Натов», основанном на его имени Натан.
В 1929 году в городе Бежицы Брянской области Натов  победил в показательному турнире,  опередив знаменитого мастера В. В. Медкова — чемпиона СССР 1924, 1925 и 1928 годов. В 1930 году, после успешного выступления в чемпионате СССР, Натову присвоили звание мастера спорта. 13 ноября 1932 года Нуся (Натан) Рацульский официально сменил имя и стал Семёном Яковлевичем Натовым. Его сын Роман Натов, родившийся в 1936 году, в будущем инженер и шашечный мастер, сохранил документ киевского городского управления, удостоверяющий изменение имени и фамилии.
В 1934 году на чемпионате СССР Натов разделил 1-2 место с очень известным мастером из Киева Борисом Блиндером. Обоим был присвоен титул чемпионов СССР. В 1935 году  Семён Яковлевич Натов и Александр Маркович Константинопольский организовали шахматно-шашечный кружок при Дворце пионеров и школьников в Киеве — первый в мире. В апреле 1936 года на базе кружка организован клуб, которому дали постоянную комнату в Дворце пионеров и школьников. До Великой Отечественной войны он размещался в здании бывшего Купеческого собрания (после войны  отдано филармонии).
Семён Натов стал директором клуба и шашечным инструктором. Шахматным инструктором — мастер Александр Константинопольский. К осени 1936 года, количество учеников в клубе достигло 60. Затем Натов получил решение Школьного комитета Киева «о популяризации шахмат и шашек в школах», и в лето 1936 года провел массовый турнир школ, в котором приняло участие более 4000 школьников. В среде шашистов и шахматистов клуб был известен как «Школа Натова».
Издал совместно с А. Ефремовым книгу «Шашки. Пособие по теории игры» (1941). Книга погибла во время немецких бомбёжек Киева; уцелевшие экземпляры — библиографическая редкость. В 2004 году пособие переиздано в Санкт-Петербурге в ином формате тиражом в 150 экземпляров.
Помощник командира полка по инженерно-технической части майор С. Я. Натов погиб в 1944 году в боях между Витебском и Оршей.